# Oberea meridionalis
Oberea meridionalis är en skalbaggsart som beskrevs av Stefan von Breuning 1962. Oberea meridionalis ingår i släktet Oberea och familjen långhorningar. Inga underarter finns listade i Catalogue of Life.